# バントウ

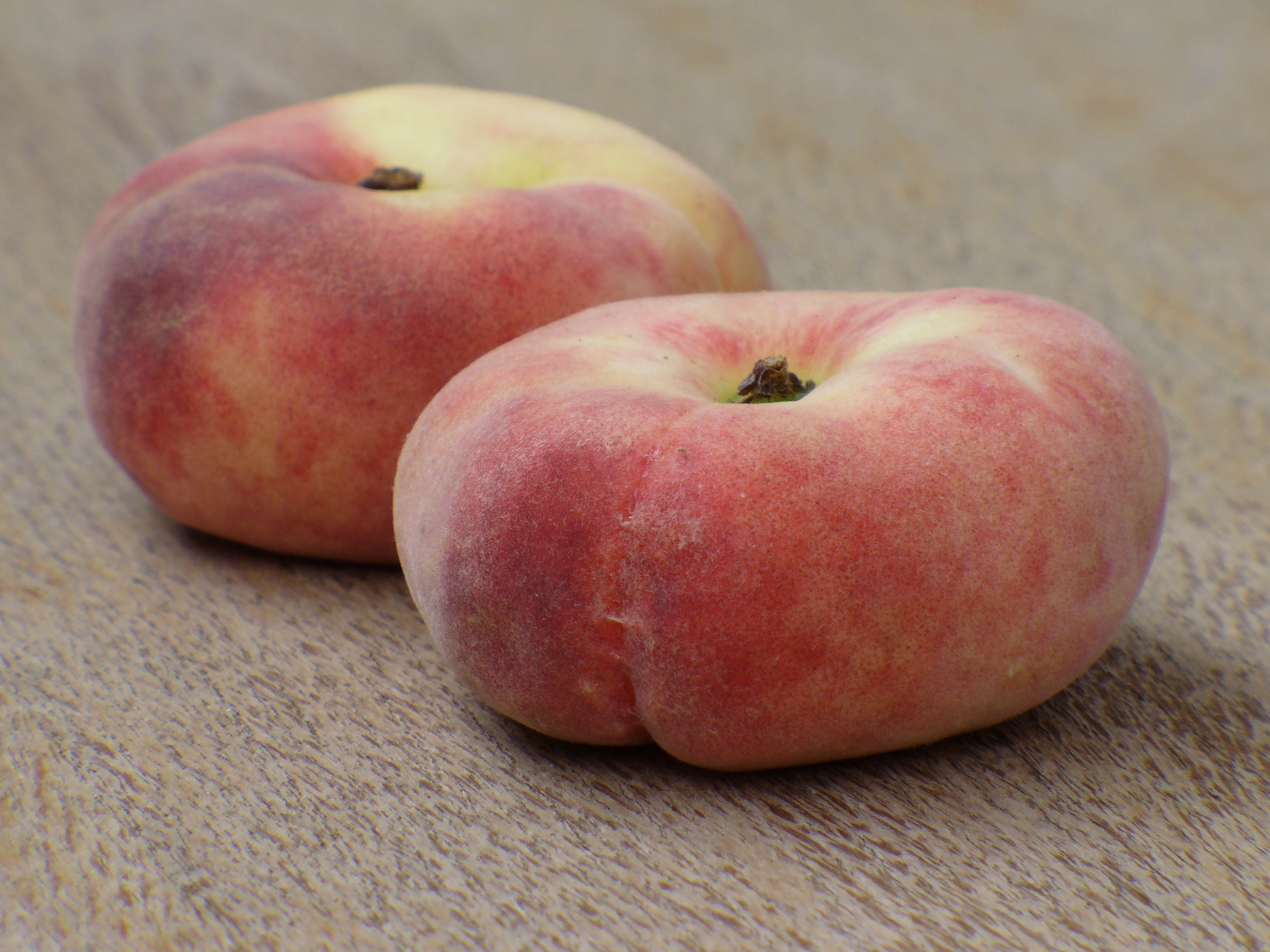
バントウ

バントウ（蟠桃）は、白い果肉と丸く平らな形が特徴的なモモの品種である。英語圏では、扁平な形状からフラット・ピーチ (Flat peach) 、ほかにサターン・ピーチ (Saturn peach) 、ドーナッツ・ピーチ (Donut peach) など称する。

## 特徴
一般的なモモに比して、小さく偏平、果皮は黄色や赤色で微毛が多いが毛羽立ち少なく、果肉は淡色でかなり固く甘味が強くわずかなアーモンド香。

## 収穫期
晩春から晩夏まで収穫される。

## 歴史
1869年に中国からアメリカへ導入されて1990年代に人気となり、現在も品種改良が進む。オーストラリア国内で盛んに栽培され、日本は福島県や和歌山県が主要産地である。

## 産地
原産地は中国であり、東アジア地域や中東・西アジア地域、中央アジアへ伝来している。現代においては上述の経緯から英語圏地域を中心に世界各地で栽培されている。

## 文化
桃は中国文化において不老長生の象徴とされている。蟠桃は道教の女神西王母が天界で育てる桃で「仙桃」とも称され、食して不老不死を授かるとされた。『西遊記』に孫悟空が蟠桃を盗み食いして天界の神仙らと大立ち回りを演じる場面がある。